# Periscyphis felix
Periscyphis felix är en kräftdjursart som beskrevs av Stefano Taiti och Franco Ferrara1989. Periscyphis felix ingår i släktet Periscyphis och familjen Eubelidae. Inga underarter finns listade i Catalogue of Life.